# Clara Woltering
Clara Woltering (ur. 2 marca 1983 roku w Münster-Hiltrup), niemiecka piłkarka ręczna, reprezentantka kraju. Gra na pozycji bramkarki. Obecnie występuje w czarnogórskim Budućnost Podgorica.

## Sukcesy

### reprezentacyjne
- Mistrzostwa Świata:
  -  2007

### klubowe
- Mistrzostwa Niemiec:
  -  2006, 2007, 2009
- Puchar Niemiec:
  -  2002, 2010
- Puchar Challenge:
  -  2005
- Liga Regionalna:
  -  2012
- Liga Mistrzyń:
  -  2012, 2015
  -  2014
- Mistrzostwo Czarnogóry:
  -  2012

## Nagrody indywidualne
- 2009, 2010: najlepsza piłkarka roku w Niemczech.
- 2015: MVP Final Four Ligi Mistrzyń